# Попелярня (Жирардовський повіт)
Попелярня (пол. Popielarnia) — село в Польщі, у гміні Віскітки Жирардовського повіту Мазовецького воєводства.
Населення — 77 осіб (2011).
У 1975-1998 роках село належало до Скерневицького воєводства.

## Демографія
Демографічна структура станом на 31 березня 2011 року:
|          | Загалом | Допрацездатний вік | Працездатний вік | Постпрацездатний вік |
| -------- | ------- | ------------------ | ---------------- | -------------------- |
| Чоловіки | 39      | 7                  | 27               | 5                    |
| Жінки    | 38      | 5                  | 23               | 10                   |
| Разом    | 77      | 12                 | 50               | 15                   |